# Ina-Miriam Rosenbaum
Ina-Miriam Rosenbaum, född 11 juni 1959, är en dansk skådespelare och regissör. Hon är syster till Pia Rosenbaum.
Hon har bland annat varit med i TV-serien Bron.
Ina-Miriam Rosenbaum och Pia Rosenbaum deltog 1979 i Dansk Melodi Grand Prix med sången Smil over Strøget. Hon tog 1982 examen från Statens Teaterskole och har medverkat i många revyer och cabareter.